# Batalla de El Santuario
La batalla de El Santuario fue un enfrentamiento militar librado el 17 de octubre de 1829 durante la disolución de la Gran Colombia, entre los rebeldes del general José María Córdova en la provincia de Antioquia y las fuerzas leales al gobierno bolivariano, lideradas por el general irlandés Daniel Florencio O'Leary.
Córdova reunió un ejército de antioqueños y se levantó en armas contra Bolívar, como también lo hicieron en el sur de Colombia José María Obando y José Hilario López.
Herido, Córdova se retiró a una casa hospital. O'Leary ordenó a uno de sus oficiales de caballería, un teniente coronel irlandés llamado Rupert Hand, capturar a Córdova. Hand mató a este en la casa donde se había refugiado.

## La Gran Colombia
La Gran Colombia, oficialmente la República de Colombia, fue un Estado americano, creado por el Congreso de Angostura de 1819, mediante la Ley Fundamental de la República, y ratificada después por su contraparte Congreso de 1821, que unió a Venezuela y a Nueva Granada en una sola nación, a la que luego se adhirieron Panamá (1821), Quito y Guayaquil (1822). El término «Gran Colombia» se emplea por la historiografía para diferenciarla de la actual República de Colombia.
Esta república existió jurídicamente entre 1821 y 1831 y se configuró a partir de la unión de las entidades administrativas correspondientes a los anteriores Virreinato de la Nueva Granada, la Capitanía General de Venezuela, la Real Audiencia de Quito y el Gobierno de Guayaquil. Su superficie correspondía a los territorios de las actuales repúblicas de Colombia, Ecuador, Panamá y Venezuela, además de la Guayana Esequiba (parte de Guyana, actualmente en reclamación venezolana) y otros territorios en disputa con la República Federal de Centroamérica (el este de Costa Rica y la Costa de Mosquitos en Nicaragua y Honduras), el Imperio del Brasil (el territorio del noroeste) y el Perú (el terrirotio norteño) que luego de la disolución grancolombiana cada país exmiembro heredó como conflictos limítrofes.

## Contexto
Córdova había expresado claramente su oposición y descontento con la proclamación del general Simón Bolívar como dictador de la Gran Colombia el 27 de agosto de 1828 y estaba bajo investigación por conspirador de la "Conspiración Septembrina" del 25 de septiembre de 1828.
En 1828 se alzan José María Obando y José Hilario López en Patía y Pasto contra el gobierno de Simón Bolívar pero son sometidos por el general José María Córdova. El general mostró su descontento con el gobierno, pero cuando Bolívar le ofreció el cargo de ministro de Marina lo aceptó.
Estando en Pasto, Córdova pidió permiso para visitar a su familia, lo que se concedió. Al llegar a Rionegro empezó a hacer reuniones para preparar un levantamiento, ganando el apoyo del gobernador antioqueño, Manuel Antonio Jaramillo, y del comandante militar provincial, su hermano Salvador Córdova.

### La rebelión
El 12 de septiembre de 1829, Córdova se rebelaba en Antioquia contra el gobierno bolivariano y acusándolo de violar la Constitución de Cúcuta y usas los principios liberales para justificar su propio poder personalista dejando claro unos pocos días después su pensamiento en una memorable carta dirigida a Simón Bolívar. Luego escribió cartas a José Antonio Páez tratando de convencerlo de unírsele.
El 26 de septiembre llegaron las noticias de la insurrección a Bogotá, se envió al brigadier Daniel Florencio O'Leary a sofocar el movimiento. Por su parte, a fines de mes los rebeldes ocupaban Medellín y seguían con rumbo a la capital. Llegaron a El Santuario, donde se encontraron con O'Leary, quien les ofreció un indulto pero Córdova estaba decidido a vencer o morir y le rechazó.
El 16 de octubre Córdova hizo marchar su tropa desde El Peñol, por donde él esperaba a O'Leary. En la noche supo Córdova que O'Leary venía por Granada hacia El Santuario, Provincia de Antioquia, donde ya había algunos para recibirlo.

## Fuerzas en combate
En respuesta a dicha insurrección, en Santa Fe de Bogotá el Consejo de Gobierno organizó un ejército de ochocientos hombres del batallón Rifles, con varios oficiales extranjeros como Carlos Luis Castelli, al mando del general de brigada irlandés Daniel Florencio O'Leary. De Cartagena salió otro contingente al mando del general Mariano Montilla.
Del lado de Córdova estaban Salvador Córdova, Manuel Antonio Jaramillo, Braulio Henao, Francisco Escalante, José Manuel Montoya y Anselmo Pineda.

## La batalla
El 17 de octubre Córdova llegó a un lugar llamado El Salto en El Santuario a las 8 de la mañana, con sus tropas cansadas después de un torrencial aguacero. Entonces organizó a su fuerza en tres alas: la izquierda encabezada por su hermano Salvador; la derecha por Benedicto González y el centro por él mismo.
Tras instar a Córdova a rendirse, Daniel Florencio O'Leary intentó atacar las posiciones rebeldes pero tras dos horas de combate no conseguía nada, así que ordenó una falsa retirada y Córdova envió a su reserva en su persecución. Entonces, los gubernamentales dieron media vuelta y lanzaron una carga general que tomó por sorpresa a las desordenadas filas enemigas, que acabaron destrozadas.

## Muerte de Córdova
Córdova fue herido y se refugió en una casa cercana, donde resistió con sus últimos fieles hasta que la defensa fue fulminada y el comandante irlandés Ruperto Hand lo mató de dos sablazos.

## Consecuencias
Tras la victoria decisiva del gobierno, la provincia fue fácilmente pacificada y tanto Salvador Córdova como Manuel Antonio Jaramillo fueron indultados.
Las personalidades presentes en ambos bandos serían figuras representativas durante el siglo XIX, por tanto, la Batalla de El Santuario, forma parte de la primera guerra civil en la historia de la república, dado que puso de manifiesto los diferentes proyectos de Estado entre las élites regionales que intentaron resolver el conflicto por la vía bélica y su resultado determinaría el curso del siglo que vio nacer las repúblicas americanas.